# Levelek-Magy megállóhely
Levelek-Magy megállóhely egy Szabolcs-Szatmár-Bereg vármegyei vasúti megállóhely Magy településen, a MÁV üzemeltetésében. A két névadó település, Levelek és Magy határának közvetlen közelében helyezkedik el, a 4926-os út vasúti keresztezésének keleti oldalán, Levelek legdélebbi fekvésű házaitól alig néhány lépésre, Magy lakott területétől ellenben csaknem egy kilométerre északkeleti irányban.

## Vasútvonalak
A megállóhelyet az alábbi vasútvonalak érintik:
- Nyíregyháza–Vásárosnamény-vasútvonal

## Kapcsolódó állomások
A megállóhelyhez az alábbi állomások vannak a legközelebb:
- Apagy megállóhely (Nyíregyháza–Vásárosnamény-vasútvonal)
- Ófehértó vasútállomás (Nyíregyháza–Vásárosnamény-vasútvonal)

## Forgalom
| Járat        | Útvonal | Gyakoriság   |
| ------------ | --- | ------------ |
| személyvonat | Nyíregyháza – Nyíregyháza külső – Oros – Napkor – Apagy – Levelek-Magy – Ófehértó – Ligettanya – Baktalórántháza – Vaja-Rohod – Rákóczitanya – Nyírmada – Vásárosnamény külső – Vásárosnamény | 2-3 óránként |